# 薩爾卡班巴區
薩爾卡班巴區（西班牙語：Distrito de Salcabamba），是秘魯的一個區，位於該國中南部萬卡韋利卡大區的塔亞卡哈省，面積192.52平方公里，海拔高度3,037米，2005年人口5,415，人口密度每平方公里28人。